# Цхомелидзе, Зинаида Фомаевна
Зинаида Фомаевна Цхомелидзе (1920, село Цхемлисхиди, Гурийский уезд, ССР Грузия — неизвестно, село Цхемлисхиди, Махарадзевский район, Грузинская ССР) — колхозница колхоза имени Андреева Махарадзевского района, Грузинская ССР. Герой Социалистического Труда (1950).

## Биография
Родилась в 1920 году в крестьянской семье в селе Цхемлисхиди Гурийского уезда. После окончания местной начальной школы трудилась на чайной плантации колхоза имени Анреева Махарадзевского района.
В 1949 году собрала 6194 килограмма зелёного чайного листа на участке площадью 0,5 гектара. Указом Президиума Верховного Совета СССР от 19 июля 1950 года удостоена звания Героя Социалистического Труда за «получение высоких урожаев сортового зелёного чайного листа и цитрусовых плодов в 1949 году» с вручением ордена Ленина и золотой медали «Серп и Молот» (№ 5235).
За выдающиеся трудовые достижения по итогам работы в 1950 году награждена вторым Орденом Ленина.
После выхода на пенсию проживала в родном селе Цхемлисхиди Махарадзевского района (сегодня — Озургетский муниципалитет). Дата смерти не установлена.
Награды
- Герой Социалистического Труда
- Орден Ленина — дважды (1950; 01.09.1951)